# Luis Candelas, el ladrón de Madrid
Luis Candelas, el ladrón de Madrid es una película española de aventuras estrenada en 1947, escrita y dirigida por Fernando Alonso Casares y protagonizada en los papeles principales por Alfredo Mayo y Mary Delgado.

## Sinopsis
La película narra las aventuras de Luis Candelas, un bandolero de Madrid que llevaba una doble vida y mantenía diversas relaciones amorosas. 

## Reparto
- Alfredo Mayo como Luis Candelas
- Mary Delgado como Lola 'la naranjera'
- Isabel de Pomés como María
- José María Lado como Paco 'el sastre'
- Porfiria Sanchiz como Pepa 'la malagueña'
- Carlos Muñoz como El marquesito
- José María Rodero como	Marqués de Alcañices
- Manuel Arbó como Gonzalo de Alcántara
- José Jaspe como Mariano Balseiro
- Gabriel Algara
- Rafael Bardem
- Félix Fernández como Lobo
- Matilde Muñoz Sampedro
- Mercedes Muñoz Sampedro
- Julia Pachelo
- Ángela Pla como Manuela
- Rafaela Satorrés
- Carmen Sánchez Bueno